# Dizmondas Ilgūnas
Dizmondas Ilgūnas (auch Dizmanas Ilgūnas oder Dismanas Ilgūnas; * 22. Februarjul. / 6. März 1916greg. in Petrograd; † 6. Oktober 2008 in Klaipėda) war ein litauischer Fußball- und Basketballspieler.

## Karriere und Leben
Dizmondas Ilgūnas wurde in die Familie des aus Vaivadiškiai stammenden Jonas Ilgūnas (1881–1956) geboren, der als einer der bekanntesten Finanzier Litauens zählte. Er wuchs mit drei Schwestern und einem Bruder auf. Sein älterer Bruder Vytautas (1912–1999) war ein litauischer Fußball- und Eishockeynationalspieler. Im Jahr 1938 schloss er das Aušros-Gymnasium Kaunas ab und wurde im selben Jahr zum Militärdienst einberufen. Im September 1939 schloss er die Militärschule ab und wurde zum Luftfahrtoffizier im Rang eines Leutnants ernannt. Im November 1939 wurde er in die Reserve versetzt.
Im Jahr 1930 wurde Ilgūnas in die Juniorenmannschaft der Litauischen Leibeserziehungsunion (LFLS Kaunas) aufgenommen. Mit LFLS wurde er später als Erwachsener 1942 Litauischer Meister. Nach der litauischen Annexion durch die Sowjetunion im Zweiten Weltkrieg spielte Ilgūnas von 1945 bis 1946 für Spartak Kaunas und dem FK Inkaras Kaunas, mit denen er 1945 (mit Spartak) und 1950, 1951 (mit Inkaras) Meister wurde. Mit Inkaras gewann er zudem 1951 den Litauischen Pokal. Ab 1937 spielte Ilgūnas für die Litauische Fußballnationalmannschaft. Er debütierte dabei am 3. Juni 1937 gegen Estland. Mit der Nationalelf nahm er 1937 und 1938 am Baltic Cup teil. Bis zum Jahr 1940 absolvierte er insgesamt 11 Länderspiele.
1936 wurde Ilgūnas Litauischer Basketballmeister.
1940, während der sowjetischen Besetzung Litauens, arbeitete er als Buchhalter in einer Waffenwerkstatt. Während der deutschen Besatzung arbeitete er in einer Werkstatt für Papierwaren.
Ab 1944 unterrichtete er Sport und militärische Ausbildung am Aušros-Gymnasium Kaunas und weiterführenden Schulen. Zu seinen Schülern zählten die Politiker Vytautas Landsbergis und Aloyzas Sakalas. 
Im Jahr 1949 war er der erste litauische Fußballspieler, dem der Titel eines Sportmeisters der Sowjetunion verliehen wurde. Im Jahr 1956 schloss er ein Teilzeitstudium am P.-F.-Lesgaft-Institut für Erziehung, Sport und Gesundheit in Leningrad ab.
Nach der Wiederherstellung der Unabhängigkeit Litauens trat er der Union der litauischen Reserveoffiziere bei.
Mit seiner Ehefrau Elena hatte er eine Tochter. Im Jahr 2008 erhielt er das Ritterkreuz des Verdienstordens für Litauen.